# Tekovské Lužany
Tekovské Lužany és un poble i municipi d'Eslovàquia que es troba a la regió de Nitra, al sud-oest del país. La primera menció escrita de la vila es remunta al 1156.

## Demografia
| Godina             | 1994 | 2004   | 2014   | 2024   |
| ------------------ | ---- | ------ | ------ | ------ |
| Nombre de persones | 2868 | 2937   | 2860   | 2825   |
| Diferència         |      | +2,40% | −2,62% | −1,22% |

| Godina             | 2023 | 2024   |
| ------------------ | ---- | ------ |
| Nombre de persones | 2810 | 2825   |
| Diferència         |      | +0,53% |